# Акарапи, Берта
Берта Беатрис Акарапи (исп. Bertha Beatriz Acarapi; родилась 7 июня 1971 года) — боливийская политическая деятельница и бывшая телеведущая, с 2020 года являющаяся членом Палаты депутатов по партийному списку Движения за социализм от Ла-Паса. Ранее была местным депутатом Эль-Альто в 2000—2004 годах от Революционного левого движения и в 2004—2010 годах от организации «План прогресса для Боливии». Во время своего второго срока 2006—2007 годах она стала первой женщиной, занявшей пост председателя муниципального совета Эль-Альто. Продолжительная карьера Акарапи в радио- и тележурналистике привела её в 2015 году к работе на ATB, где она стала одной из первых в стране известных ведущих-чола из числа коренных народов.

## Биография
Берта Акарапи родилась 7 июня 1971 года в Эль-Альто и была единственным ребенком Хуаны Акарапи, торговки и швеи из народа аймара, которая обосновалась в городе в юном возрасте. Ещё до её рождения отец Акарапи был призван в вооруженные силы, но так и не вернулся, и её мать считала его погибшим. Таким образом, отцовской фигурой для неё стал дедушка, крестьянин из Такакомы. «Он всегда говорил мне: „Ты должна быть честной“, „Ты должна быть трудолюбивой“, „Ты не должна быть мстительной“», — вспоминает она. Благодаря ему Акарапи научилась говорить на языке аймара, которым владеет свободно. Акарапи начала активно участвовать в жизни местной общины с девяти лет, сопровождая свою бабушку на заседания совета района. Она училась в школе Хуана Каприлеса, в основном посещая вечерние занятия, поскольку по утрам помогала матери шить и продавать продукты, а днём работала помощницей в офисе и школьным секретарём. Позднее Акарапи поступила в Высший университет Сан-Андреса, где изучала социальную работу . Кроме того, она имеет несколько дипломов в области политической журналистики, психопедагогики и дипломатии, а также степень магистра в области децентрализации и государственного управления.

### Карьера на радио и телевидении
По настоянию друзей в 1992 году Акарапи приняла участие в конкурсе красоты Cholita Alteña и стала его победительницей. Эта должность предоставила Акарапи возможность начать карьеру в местной вещательной журналистике, присоединившись к Radio San Gabriel, а затем перейдя на работу в качестве диктора на Radio Sol и Radio Chuquiago. Кроме того, она озвучивала множество рекламных роликов, выпущенных Национальной телекоммуникационной компанией ENTEL. В 1992 году, Акарапи перешла на телевидение, ведя программу De Cara al Pueblo на канале 24, который тогда принадлежал политику Хосе Луису Паредесу.

### Член муниципального совета Эль-Альто
Благодаря своим связям с Паредесом, Акарапи была выдвинута Революционным левым движением (MIR) в местный совет Эль-Альто на муниципальных выборах 1999 года В том году значительная народная поддержка кампании Паредеса на пост мэра позволила MIR одержать победу в городе с существенным перевесом — почти 46 % — избрав от партии семь из одиннадцати городских советников и сместив доминирующую доселе партию «Совесть Отечества». Акарапи и ее однопартийцы из MIR были приведены к присяге 5 февраля 2000 года. Несмотря на свое избрание от MIR, Акарапи позже порвала с партией из-за решения партийного лидера Хайме Паса Саморы поддержать неолиберального президента Гонсало Санчеса де Лосаду после жестокого подавления правительством протестующих в Эль-Альто во время газового конфликта в октябре 2003 года. Вместе с другими местными депутатами она присоединилась к созданной мэром Паредесом (также отколовшимся от MIR) организации «План прогресса для Боливии» (PP). На муниципальных выборах 2004 года Акарапи успешно добилась переизбрания по избирательному списку PP, присоединившись к восьми бывшим членам MIR в муниципальном совете, в котором впервые за восемнадцать лет его существования не было ни одного представителя этой партии. Два года спустя она была единогласно избрана на пост председателя муниципального совета вместо Марсело Васкеса, занимавшего этот пост в течение шести лет. Избрание женщины стало историческим событием, поскольку до этого муниципальный совет ещё не возглавлялся женщиной.

### Возвращение к журналистике
По завершении своего второго срока в мае 2010 года Акарапи ушла из политической жизни. Она вернулась к работе на радио, первоначально присоединившись к Радио Фидес. В 2014 году Акарапи присоединилась к Red ATB в качестве утреннего и дневного диктора новостей, освещая общенациональные события, но также уделяя особое внимание Ла-Пасу и Эль-Альто. Параллельно Акарапи преподавала в Государственном университете Эль-Альто, путешествовала по многим странам, вела курсы по гендерным вопросам и обучала женщин навыкам лидерства. В сфере развлечений Акарапи сделала скромную карьеру в качестве актрисы театра и кино, приняв участие в качестве статиста в нескольких фильмах режиссера Хорхе Санхинеса и сыграв главную роль в фильме «1808» (2019). В 2016 году она выступила в спектакле El Sueño de Raymundo на мероприятии в Виаче. В модельном бизнесе Акарапи принимала участие в показе мод Bolivia Moda в 2018 году. В том же году она с пятью другими моделями демонстрировали традиционные одения коренных женщин (чола) в Париже (Франция).

### Палата депутатов
В преддверии всеобщих выборов 2019 года президент Эво Моралес пригласил Акарапи баллотироваться в Палату депутатов от Движения за социализм (MAS-IPSP). После некоторых раздумий Акарапи приняла номинацию, заявив, что это «возможность работать на благо моего города». В июле она официально ушла из ATB, чтобы принять участие в кампании за второе место в списке кандидатов MAS в Ла-Пасе. Кандидатура Акарапи стала источником разногласий среди различных групп, связанных с MAS в Эль-Альто, которые критиковали её за то, что она ранее принадлежала к «неолиберальной партии». Несмотря на это, MAS победила на выборах в департаменте Ла-Пас, набрав 53,16 % голосов избирателей. Однако более широкие обвинения в подтасовке при подсчёте голосов привели к общенациональным волнениям, кульминацией которых стала отставка Моралеса и аннулирование результатов выборов. На фоне этого Акарапи и её семья были вынуждены покинуть свой дом из-за угроз линчевания. Несмотря на это, она вновь была выдвинута кандидатом на внеочередных выборах 2020 года и одержала победу в своей второй кампании.
Будучи депутатом, Акарапи в первую очередь сосредоточила свою работу на Эль-Альто и даже открыла свою приёмную в городе, стремясь стать «связующим звеном между центральными властями и местными организациями». Ещё одним ключевым вопросом для неё были права женщин, в частности проблема фемицида. В октябре 2021 года Акарапи отметила, что менее чем за шесть месяцев с момента вступления в должность четыре местых депутатов только в департаменте Ла-Пас подали в отставку после того, как подверглись преследованиям, а ещё десять человек сообщили о подобных случаях. Депутат обвинила в этом ненадлежащее исполнение Закона № 348, который гарантирует политические права женщин.. Будучи членом Ассоциации женщин-местных депутатов Ла-Паса, Акарапи предложила созвать национальный женский саммит для разработки государственной политики в защиту прав женщин. Акарапи также выступает сторонницей прав ЛГБТ, в том числе трансгендерных людей; в 2022 году она и её коллега Сабина Хильда Кондори подписали стратегический альянс с Организацией трансгендерных женщин Ла-Паса, направленный на борьбу с дискриминацией и случаями фемицида в отношении сообщества.